# آرارات (فیلم)
آرارات (به انگلیسی: Ararat) فیلمی است به کارگردانی آتوم اگویان محصول سال ۲۰۰۲ کمپانی میراماکس فیلمز
داستان فیلم دربارهٔ وقایع نسل‌کشی ارمنی‌ها توسط دولتمردان امپراتوری عثمانی و رهبران قیام ترکان جوان است. مبنای این فیلم کتاب خاطرات یک پزشک آمریکایی بنام کلارنس آشر است با عنوان «یک پزشک آمریکایی در ترکیه» که او وقایع سال ۱۹۱۵ و به ویژه محاصره شهر وان را شرح می‌دهد.

## بازیگران فیلم
- شارل آزناوور در نقش ادوارد سارویان
- کریستوفر پلامر در نقش دیوید
- آرسینه خانجیان  در نقش آنی
- دیوید آلپی در نقش رافی
- سیمون آبکاریان در نقش آرشیل گورکی
- کارن بویاجیان در نقش جوانی آرشیل گورکی
- الیاس کوتیاس در نقش علی
- بروس گرین وود در نقش مارتین هارکورت
- اریک بوگوسیان در نقش روبن
- ماری-ژوزه کروز در نقش سلیا
- برنت کارور در نقش فیلیپ
- لوسناک در نقش شوشان مادر آرشیل گورکی

## جوایز و افتخارات
| جایزه                                       | تاریخ مراسم                                             | رده                                       | دریافت‌کنند (گان)          | نتیجه    | Ref(s) |
| ------------------------------------------- | ------------------------------------------------------- | ----------------------------------------- | ------------------------- | -------- | ------ |
| Directors Guild of Canada                   | ۴ اکتبر ۲۰۰۳                                            | Outstanding Direction - Feature Film      | آتوم اگویان               | نامزدشده | [ ۳ ]  |
| Directors Guild of Canada                   | ۴ اکتبر ۲۰۰۳                                            | Outstanding Production Design - Long Form | Phillip Barker            | نامزدشده | [ ۳ ]  |
| Directors Guild of Canada                   | ۴ اکتبر ۲۰۰۳                                            | Outstanding Feature Film                  | آرارات                    | نامزدشده | [ ۳ ]  |
| جشنواره بین‌المللی فیلم دوربان               | ۱۳–۲۶ اکتبر ۲۰۰۳                                        | بهترین فیلم                               | آتوم اگویان               | برنده    | [ ۴ ]  |
| جشنواره بین‌المللی فیلم دوربان               | ۱۳–۲۶ اکتبر ۲۰۰۳                                        | بهترین کارگردانی                          | آتوم اگویان               | برنده    | [ ۴ ]  |
| جشنواره بین‌المللی فیلم دوربان               | ۱۳–۲۶ اکتبر ۲۰۰۳                                        | بهترین هنرپیشه زن                         | آرسینه خانجیان            | برنده    | [ ۴ ]  |
| جایزه جینی                                  | ۱۳ فوریه ۲۰۰۳                                           | بهترین فیلم                               | رابرت لنتوس و آتوم اگویان | برنده    | [ ۵ ]  |
| جایزه جینی                                  | ۱۳ فوریه ۲۰۰۳                                           | بهترین هنرپیشه مرد                        | دیوید آلپی                | نامزدشده | [ ۵ ]  |
| جایزه جینی                                  | ۱۳ فوریه ۲۰۰۳                                           | بهترین هنرپیشه مرد                        | کریستوفر پلامر            | نامزدشده | [ ۵ ]  |
| جایزه جینی                                  | ۱۳ فوریه ۲۰۰۳                                           | بهترین هنرپیشه زن                         | آرسینه خانجیان            | برنده    | [ ۵ ]  |
| جایزه جینی                                  | ۱۳ فوریه ۲۰۰۳                                           | بهترین هنرپیشه مکمل مرد                   | الیاس کوتیاس              | برنده    | [ ۵ ]  |
| جایزه جینی                                  | ۱۳ فوریه ۲۰۰۳                                           | بهترین فیلمنامه غیراقتباسی                | آتوم اگویان               | نامزدشده | [ ۵ ]  |
| جایزه جینی                                  | ۱۳ فوریه ۲۰۰۳                                           | بهترین کارگردانی هنری                     | Phillip Barker            | نامزدشده | [ ۵ ]  |
| جایزه جینی                                  | ۱۳ فوریه ۲۰۰۳                                           | بهترین طراحی لباس                         | Beth Pasternak            | برنده    | [ ۵ ]  |
| جایزه جینی                                  | ۱۳ فوریه ۲۰۰۳                                           | بهترین موسیقی متن                         | میخائل دانا               | برنده    | [ ۵ ]  |
| هیئت ملی بازبینی فیلم                       | ۴ دسامبر ۲۰۰۲                                           | جایزه بیان آزادی                          | آرارت                     | برنده    | [ ۶ ]  |
| Political Film Society                      | ۲۰۰۳                                                    | جایزه حقوق بشرس                           | آرارات                    | برنده    | [ ۷ ]  |
| Writers Guild of Canada                     | ۱۴ آوریل ۲۰۰۳                                           | جایزه فیلمنامه                            | آتوم اگویان               | برنده    | [ ۸ ]  |
| جشنواره بین‌المللی فیلم زردآلوی طلایی ایروان | نخستین دوره جشنواره بین‌المللی فیلم زردآلوی طلایی ایروان | بهتریم فیلم                               | آتوم اگویان               | برنده    | [ ۴ ]  |